# تنك دالان
 تنَك دالان  (بالفارسية: تنَگ دالان ) هما قريتان صغيرتان تتبعان لـالبلدة المركزية (بالفارسية: بخش مركزى ) من توابع مدينة بستك وتقع في غرب محافظة هرمزگان في جنوب إيران. تقع قريتان في ممر ضيق في أسفل جبل دالان في إقليم هرمزگان.

## حدود تنَك دالان
حدود تنَك دالان: من الشمال جبل دالان، ومن الجنوب قرية رودبار، ومن الغرب قرية كنجي، ومن الشرق تنتهي بـقرية جيحون.

## السكان
يبلغ عدد سكان هذين القريتين حسب تعداد السكان لعام 2006 للميلاد، الأولى (189) نسمه تشكل (35 عائلة) من أهل السنة والجماعة وعلى المذهب الشافعي. أما قرية دالان والتي تقع علي سفح ربــوة (157) نسمه تشكل (24 عائلة)، يتكلون الفارسية باللهجة المحلية، لهم مسجد، ومدرسة ابتدائية وبها أيضاً عدة برك لحفظ مياه الأمطار.

## تنَگ دالان وشمد لاوری
هذه المنطقة كانت نقطة انطلاق عمليات الثائر الشجاع البطل  شمد لاوري ، ضد اللصوص وقطاع الطرق. لقد حارب الأشرار الشماليين المسمى بــ (تُرک نَفرَ) في هذا الممر الجبلي الضيق سنوات عديدة، وحمى الديار والعباد من شرورهم.

## وصلات خارجية
- التقسيمات الادارية لمحافظة هرمزگان